# Veterinarski zavod Subotica
Veterinarski zavod Subotica (code BELEX : VZAS) est une entreprise serbe qui a son siège social à Subotica, dans la province de Voïvodine. Elle travaille dans le secteur des médicaments vétérinaires. Elle entre dans la composition du BELEXline, l'un des indices principaux de la Bourse de Belgrade.
La société fait partie du Victoria Group, une holding qui a son siège à Belgrade.

## Histoire
Veterinarski zavod Subotica a été créé en 1921 sous le nom de Patria. La société a été transformée en société par actions en 1998 et admise au libre marché de la Bourse de Belgrade le 14 février 2005.

## Activités
Veterinarski zavod Subotica travaille dans la production de médicaments vétérinaires, de fourrages  et d'aliments pour les animaux et de pesticides. Parmi les produits vétérinaires, on peut citer des médicaments biologiques comme les sérums et les vaccins et des préparations pharmaceutiques par voies orales et parentérales, ou encore en application locale.

## Données boursières
Le 13 juin 2014, l'action de Veterinarski zavod Subotica valait 320 RSD (2,77 EUR). Elle a connu son cours le plus élevé, soit 3 202 RSD (27,75 EUR), le 12 juin 2007 et son cours le plus bas, soit 200 RSD (1,73 EUR), le 30 mai 2003.
Le capital de Veterinarski zavod Subotica est détenu à hauteur de 92,21 % par des entités juridiques, dont 52,82 % par le Victoria Group a.d. Beograd et 31,39 % par Soja protein Bečej